# Riphagen
Riphagen (también conocida como Riphagen, el carnicero holandés) es una película dramática holandesa dirigida por Pieter Kuijpers y estrenada en 2016. Cuenta la historia de Dries Riphagen, un traidor holandés que ayudó a los nazis durante la Segunda Guerra Mundial en contra de los judíos. Así, amasó una fortuna y nunca fue procesado por sus crímenes.

## Sinopsis
Dries Riphagen, apodado como el Al Capone, es un criminal en Ámsterdam durante la Segunda Guerra Mundial. En 1942 se unió al Devisenschutzkommando alemán, un servicio de inspección financiera que supervisaba todas las transacciones bancarias en moneda extranjera en los países ocupados por los nazis. Con ese fin, persigue a los judíos en la clandestinidad, los extorsiona y los traiciona al Sicherheitsdienst del que anteriormente también era confidente. Gracias a sus conexiones con el bajo mundo y su eficiente brutalidad se vuelve rico y se siente intocable. Hasta que el combatiente de la resistencia y oficial de policía Jan van Liempd comienza a perseguirlo.

## Reparto
- Jeroen van Koningsbrugge - Dries Riphagen
- Kay Greidanus - Jan
- Sigrid ten Napel - Lena
- Mark Rietman - Einthoven
- Lisa Zweerman - Greetje
- Peter Blok - Gert van der Veen
- Britte Lagcher - Zusje Greetje
- Huub Smit - Toon Kuijper
- Anna Raadsveld - Betje
- Guido Pollemans - Harry Rond